# Dobruca Beyliği
Principatul Dobrogea este un principat turkmen de scurtă durată care a existat în Dobrogea între 1281 și 1299, condus de İsmail Saltuk, fiul lui Sarı Saltuk.
Seyit İsmail Saltuk, fiul lui Sarı Saltuk, un descendent al lui Saltuklu, a luat înapoi regiunile Sinop și Amasya capturate de Pontieni cu un grup de soldați. Cu toate acestea, vizirul selgiuk Muhittin Pervane (1262-1277), IV. Prin Kılıç Arslan, el l-a îndepărtat pe Seyyit İsmail Saltuk și oamenii săi din acea regiune și l-a numit pe fiul său ca guvernator acolo. În 1264, İsmail Saltuk a cerut un loc din Bizanț și s-a stabilit în regiunea Deliorman cu sfinții săi și miile de corturi din Çepni și a încercat să-și facă o casă. Pe de altă parte, II., care au căzut între ei din cauza luptei pentru tron. Unul dintre copiii lui Gıyâseddin Keyhüsrev, împăratul al VIII-lea bizantin. I-a cerut lui Michel un loc pentru el și pentru cercul său, iar acești domni selgiucizi au mers în regiunea Deliorman cu Seyit Sarı Saltuk și s-au amestecat cu Chepni. Seyit Sarı Saltuk a plecat apoi în Crimeea și împreună cu Nogay, Hanul Hoardei de Aur, au trecut din Crimeea în Dobrogea în 1281, au capturat triburile dunărene (regiunea Dobrogea) și și-au făcut patria. În 1282, İsmail Saltuk și triburile Chepni sub conducerea sa s-au stabilit în regiunea Dobrogea și au înființat Principatul Dobrogei. Cu toate acestea, Seyit İsmail Saltuk a murit în 1297 în orașul İsakça din Dobrogea (mormântul său se află în Babadağ lângă İsakça).
Ca urmare, 13. În secolul al XIX-lea, a avut loc o migrație și o colonizare semnificativă a turkmenilor selgiucizi din Anatolia în Dobrogea. 
Când fiul lui Sarı Saltuk, İsmail Saltuk, a murit în 1297, fiul său Ece Halil Saltuk a devenit șeful principatului.
În 1299, hanul tătar și triburile sale, care au preluat controlul ca urmare a luptelor pentru tron din Hoarda de Aur, l-au atacat pe hanul Hoardei de Aur Nogay și pe cel mai apropiat aliat al lui Nogay, turkmenii, în regiunea Dobrogei. Acest lucru s-a datorat și provocărilor bizantine. Tătarii, care au preluat guvernarea, i-au împrăștiat pe Chepnis sub comanda lui Ece Halil și a armatei aliatului lor, Hanul Hoardei de Aur, Nogay.
În 1310 (în unele surse: 1306), Ece Halil Saltuk, nepotul lui Sarı Saltuk, l-a luat pe Çiçek Hatun, soția Hoardei de Aur ucise Khan Nogay, pe fiul ei Türi și câțiva soldați Nogay, și a mers în Anatolia din Dardanele. cu toti turkmenii A trecut in Principatul Karesi si s-a refugiat in el. (sursele variază între 10 mii și 150 de mii de corturi) Comandanții Karesi i-au întâmpinat cu respect pe acești turkmeni și Ece Halil, care erau descendenți ai lui Gazi Evranos și Hacı İlbeyi Sarı Saltuk, și i-au așezat pe ținuturile Karesi. Ece Halil Karesi luptă împotriva Bizanțului ca unul dintre comandanții săi.
Odată cu anexarea Principatului Karesi de către Imperiul Otoman în 1360, Ece Halil a intrat în serviciul otoman.
Unele dintre evenimente sunt descrise în Saltukname.
Astăzi, peste 100 de sate alevi Çepni care trăiesc în provinciile Balıkesir și Çanakkale și districtul Bergama sunt considerate a fi continuarea acestor turkmeni. Se crede că unii dintre ei au devenit sunniți/legumiri prin amestecarea cu alte triburi turkmene.